# Warren Jabali
Warren Jabali (ur. 29 sierpnia 1946 w Kansas City, zm. 13 lipca 2012) – amerykański koszykarz, występujący na pozycji obrońcy. Mistrz ligi ABA, MVP All-Star Game oraz finałów ABA. Uczestnik spotkań gwiazd ABA, wybrany do pierwszego składu najlepszych zawodników oraz pierwszego składu czołowych debiutantów tej ligi. Zaliczony do składu najlepszych zawodników w historii ligi ABA.
Urodzony jako Warren Edward Armstrong. Decyzja o zmianie nazwiska dojrzewała w nim przez kilka lat studiów na Wichita State University, gdzie zapoznał się z historią Afroamerykanów. Nawiązując do swoich afrykańskich korzeni postanowił oficjalnie zmienić swoje nazwisko po rozegraniu sezonu debiutanckiego w ABA. Słowo Jabali nie posiada żadnych konotacji religijnych i w języku suahili oznacza skałę.

## Osiągnięcia

### ABA
- Mistrz ABA (1969)
- MVP:
  - sezonu ABA (1973)
  - finałów ABA (1969)
- 4-krotny uczestnik meczu gwiazd ABA (1970, 1972-1974)[1]
- Debiutant Roku ABA (1969)
- Zaliczony do:
  - I składu:
    - All-ABA (1973)[1]
    - debiutantów ABA (1969)[1]

  - składu najlepszych zawodników w historii ligi ABA (ABA's All-Time Team - 1997)
- Lider play-off w liczbie celnych rzutów wolnych (1969)[4]